# Sauver ou périr
Sauver ou périr is een Franse film van Frédéric Tellier die werd uitgebracht in 2018. 
De titel ontleent zijn naam aan het devies van de Parijse brandweer: 'Sapeurs-pompiers - sauver ou périr'.

## Verhaal
Franck is een jonge brandweerman die met zijn zwangere vrouw Cécile in Parijs in de brandweerkazerne woont. Zij vormen een gelukkig koppel. Hij is brandweerman in hart en nieren die houdt van zijn job, namelijk mensen redden. Hij is net geslaagd in zijn examen van brandweerofficier.
Tijdens een van de eerste interventies onder zijn leiding loopt het goed mis: een hevige en omvangrijke brand brengt enkele van zijn mannen in gevaar en hij offert zich op om hen te redden. Zwaar verbrand wordt hij naar het ziekenhuis gebracht.
In het brandwondencentrum ontwaakt hij uit de coma. Hij is helemaal in verband 'verpakt', op zijn ogen en mond na. Intensieve verzorging, beweeglijkheid en kracht terugvinden ... de weg naar het (bijna) normaal leven van vroeger is van lange duur en pijnlijk, ook voor Cécile. Wanneer eindelijk zijn gezichtsverband mag worden verwijderd merkt hij tot zijn ontzetting dat zijn gelaatstrekken als het ware zijn weggesmolten. Met veel vallen en opstaan zal hij moeten leren opnieuw functioneren in het leven.  

## Rolverdeling
| Acteur             | Personage                                 |
| ------------------ | ----------------------------------------- |
| Pierre Niney       | Franck Pasquier                           |
| Anaïs Demoustier   | Cécile Pasquier, de vrouw van Franck      |
| Vincent Rottiers   | Martin, de vriend van Franck              |
| Sami Bouajila      | dokter Almeida van de brandwondenafdeling |
| Chloé Stefani      | Nathalie, de verpleegster                 |
| Damien Bonnard     | Marlo                                     |
| Élisabeth Commelin | de moeder van Franck                      |